# Antskog

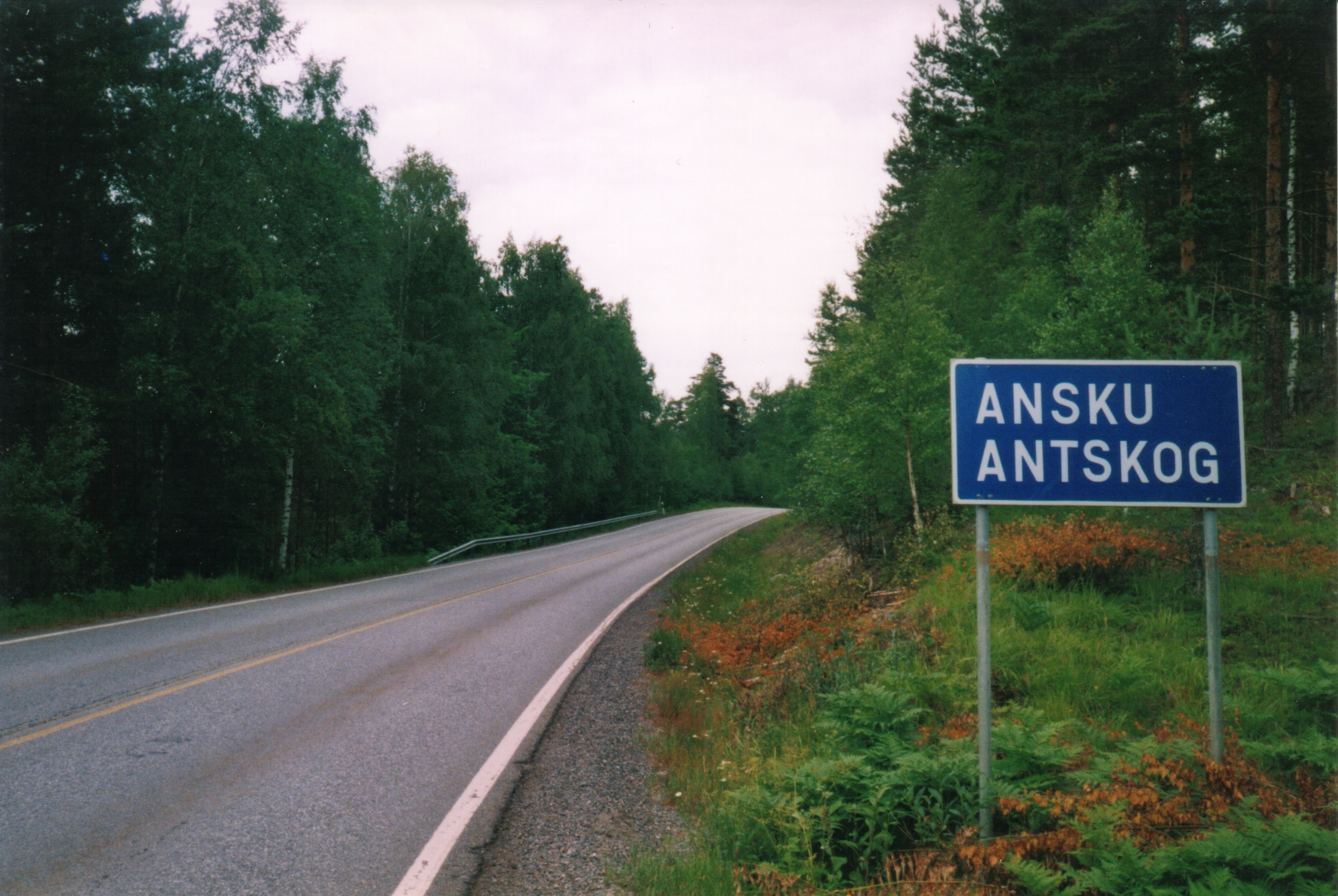
Trafikskylten välkomnar till Antskog.

Antskog (finska: Ansku) är en bruksort i Pojo i Raseborgs stad i det finländska landskapet Nyland. Det finns cirka 120 invånare i Antskog. Ortet ligger nära gränsen mellan Lojo och Raseborg.

## Geografi

### Byar
Berg, Billskog, Botans, Degerby, Domarby, Flyt, Gunnarbacka, Halvdels, Kåksby, Kämpbacka, Kärr, Knappa, Kopparnäs, Maggböle, Malm, Öster-Solberg, Prålsbacka, Rådkila, Strand, Stubböle, Torbacka, Tvära, Väster-Solberg, Vormö

## Tjänster
Det har funnits en skola, tre butiker, ett bibliotek och ett postkontor i Antskog, men alla har senare stängts.

## Historia

### 1600-talet
Antskog bruks grundare anses vara den tyskbördige Åbo-köpmannen Jacob Wolle (Wulff). Bruket nämns för första gången som Wolles egendom i forsen i Antskogs by år 1630. Det är dock möjligt att byggandet av bruket hade påbörjats redan i mitten av 1620-talet och att Wolle endast fortsatte ett påbörjat projekt.

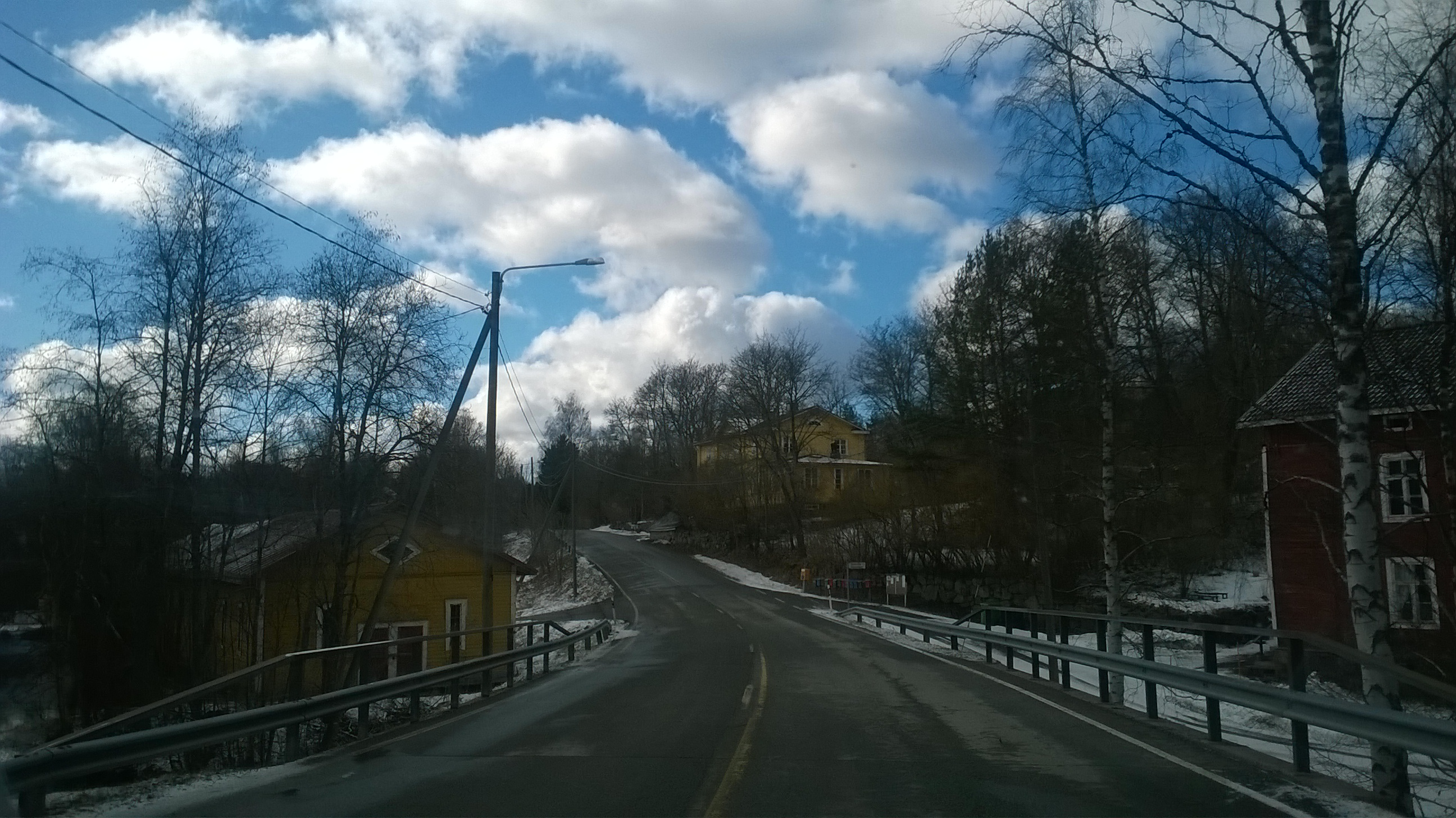
Antskog byväg

I Antskog byggdes från början endast en masugn och en stångjärnshammare med två härdar. När Wolle hyrde även Svartå bruk av staten, var masugnarna i Antskog och Svartå vanligtvis i drift växelvis. Vid grundandet av Antskog bruk trodde man sannolikt också på rikligheten i de finländska järnmalmsfyndigheterna. Det är känt att Wolle redan i början av 1630-talet bröt malm från en fyndighet nära bruket, kallad "Antskogs järnberg". Mycket snart blev dock malm från svenska Utö den främsta råvaran för Antskog, även om inhemsk malm från Ojamo i Lojo också smältes.
Såväl Antskog och Svartå som större delen av Ojamo gruva övergick år 1647 i ägo av Wolles konkurrent, den holländskfödde Åbo-köpmannen Peter Thorwöste. Samma år fick Thorwöste tillstånd att anlägga en manufakturverkstad och ett gjuteri vid båda bruken. I Antskog byggdes dessutom en kniphammarsmedja år 1660. Däremot upphörde brukets masugn att vara i drift kort efter att Thorwöste år 1649 låtit uppföra Fiskars masugn på en mer trafikmässigt fördelaktig plats närmare havet.
Byggandet av Antskogs bruksförsamlings kyrka påbörjades också, men kyrkan blev färdig först 1665 under Thorwöstes änkas tid. Kyrkan fick, kanske delvis till Peter Thorwöstes minne, namnet St. Peters kyrka. En ny korsformad kyrka uppfördes på platsen år 1766, möjligen delvis med virke från den tidigare kyrkan. Bruksförsamlingen upplöstes på 1770-talet, och Antskogs kyrka flyttades till Koskis järnbruk i Bjärnå. Kyrkan har i stora drag bevarat sitt ursprungliga utseende från tiden i Antskog.
På 1650-talet, medan masugnen fortfarande var i drift, hade Antskogs brukssamhälle cirka 80 invånare över 15 år. Bland arbetarna nämns bland annat en masmästare, en grytgjutare, två pistolsmeder, en finsmed, en hjulsmed, flera hammar- och smedsarbetare, en byggmästare, kolmilorare, kolbrännare och andra yrkesgrupper.
Peter Thorwöstes son ärvde bruken i Antskog och Fiskars år 1669. Antskogs stångjärnshammare brann ner år 1683, och som ersättning grundades Joan bruk (Juvankoski) nära Viborg. Därför fanns det vid början av 1700-talet endast en mindre kniphammarsmedja kvar i Antskog.

### 1700-talet
Bruken bytte åter ägare år 1712, men magister Johan Thorwöste, som senare blev professor i fysik vid Kungliga Akademien i Åbo, tvingades redan året därpå fly undan de ryska soldaterna.
Efter stora ofreden fanns det i Antskog endast kvar kyrkan, ett par bodar och några bostadshus. År 1733 lyckades Thorwöste sälja sina bruk till den skotskfödde Stockholmsköpmannen John Montgomerie, som genast påbörjade återuppbyggnadsarbeten. En ny stångjärnshammare i trä stod färdig i Antskog år 1734. Det unika med hammarsmedjan var att tackjärn för första gången i Finland smiddes till stångjärn med den så kallade vallonmetoden.
De smeder som behärskade den nya tekniken importerade Montgomerie från sina bruk i Sverige, Skebo och Forsmark. I vallonhärdarna kunde man framställa nästan dubbelt så mycket stångjärn på samma tid som i vanliga tyska härdar. Å andra sidan var järnförlusten 14 % större än i tyska härdar, och dessutom krävdes fler arbetare. Enbart transporten av de fyra skeppund tunga tackjärnsblocken, som lämpade sig för vallonsmidet, från Fiskars masugn till Antskog krävde 8–10 män.
Så länge Montgomerie hade tillgång till högkvalitativ malm från Dannemora kunde vallonjärnet från Antskog säljas till England till ett betydligt högre pris än vanligt stångjärn. Senare tvingades man använda annan malm än från Dannemora, vilket ledde till att kvaliteten på vallonjärnet försämrades avsevärt. För år 1748 fastställdes Antskogs årliga produktion till totalt 1207 skeppund.
Den skuldsatte Montgomerie tvingades år 1752 sälja sitt brukskonsortium, som då omfattade Antskog, Fiskars, Koskis och Kulla bruk, till de stockholmska köpmännen Charles och William Tottie. Tre år senare övergick bruken till handelsrådet Robert Finlay och ryttmästaren John Jennings. När Finlay genom ett avtal år 1762 ensam tog över bruken i Finland – förutom flera svenska bruk – inkluderade hans ägor även Orisberg, Oravais, Kimo och Männäis. Under Finlays tid gjordes inga betydande förändringar i Antskog.
Finlay gick i konkurs år 1771, tyngd av den allmänna ekonomiska krisen som drabbade Sverige. Flera av hans bruk övertogs av det amsterdamska handelsbolaget Jean och Carl Hasselgren, som år 1779 sålde de flesta till den stockholmske grosshandlaren och bruksägaren Bengt Magnus Björkman. Redan före denna försäljning hade vallonsmidet i Antskog lagts ner, och stångjärnssmidet hade flyttats helt till Fiskars. Vallonsmidet återupptogs aldrig senare i Finland.
I det stillsamma Antskog, liksom vid många andra av Björkmans bruk, inleddes under slutet av 1700-talet en "kopparperiod". Redan på 1760-talet hade Finlay skaffat sig majoriteten av aktierna i Orijärvi koppargruva och grundat Kärkelä kopparbruk i Karislojo år 1765. När Björkman förvärvade inte bara Kärkelä utan även resten av aktierna i Orijärvi, ökades kopparproduktionen avsevärt. Förädling av koppar inrättades, förutom i Kärkelä, även i Antskog, Koskis och Fiskars.
I den tidigare vallonsmedjan i Antskog installerades först ett reningsverk för råkoppar, och två år senare en malmkross och ett anrikningsverk för malm. Redan år 1788 flyttades reningsverket av säkerhetsskäl till Kärkelä. Efter rensningen av Koskisån kunde malmen transporteras från Orijärvi gruva till Antskogs kross- och tvättanläggning med pråmar under större delen av sträckan.
Alla Björkmans kopparförädlingsanläggningar producerade tillsammans år 1804 totalt 107,6 ton koppar. Efter detta toppår började dock produktionen gradvis minska.

### 1800-talet
I november 1822 sålde Bengt Magnus Björkmans son Bengt Ludvig bruken i Fiskars, Antskog, Koskis och Kärkelä, samt Orijärvi gruva med mera, till Åbo-apotekaren John Jacob Julin. Vid denna tid fanns det i Antskog, förutom malmkrossen och tvättanläggningen, även en liten slaggugn där järn smältes ur de gamla vallonslagghögarna. Denna ugn var troligen i drift endast under början av 1820-talet.

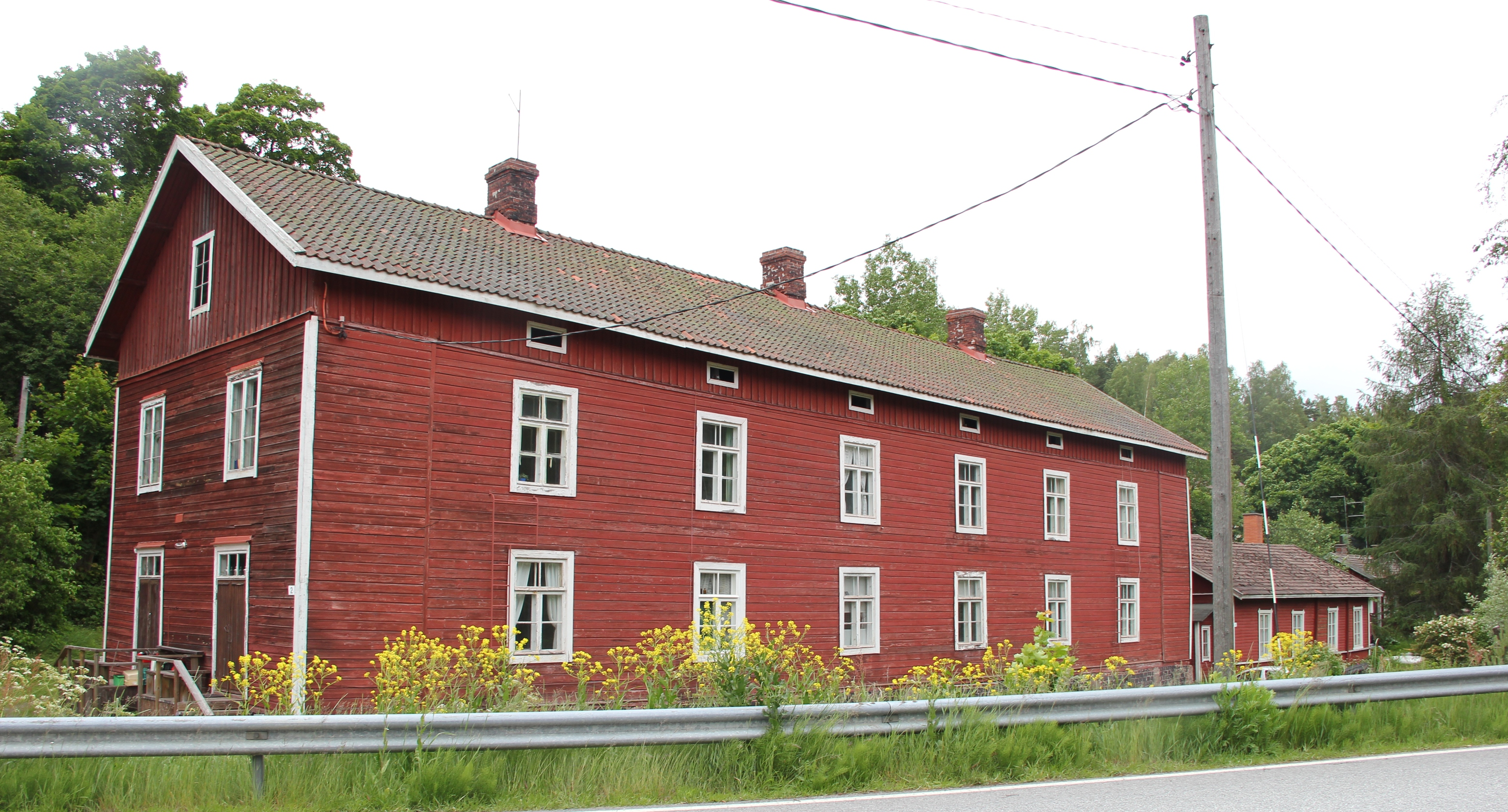
Arbetarbostad i Antskog.

För att underlätta transporten av malmpråmar, bland annat från Malmberg gruva i Kisko, byggde Julin en sluss i Antskog år 1824 och två år senare ytterligare en nära Koskis bruk. Julin ansåg själv att dessa var de första slussarna i Finland. Äran för landets första slusskanal tillhör dock patronen vid Svartå bruk, Henrik Johan Kreij, som enligt arkivkällor byggde två slussar i Svartån år 1745. Dessa var dock mycket kortlivade.
I Antskogs äldre anläggningar krossades under sommaren 1829 cirka 6000 skeppund kopparfattig malm från Orijärvi. I tvättanläggningen erhölls därav omkring 400 skeppund anrikat malmkoncentrat med en kopparhalt på 2–2 2/3 %, som under vintern transporterades till Kärkelä för smältning. När slamlådorna i tvättanläggningen i slutet av 1820-talet byttes ut mot effektivare skakbord, kunde koncentratets kopparhalt höjas till 4–5 % vid de bästa förhållandena.
Julin avled i mars 1853, och under de följande tretton åren förvaltades hans bruk av ett förmyndarskapsstyre. När arvsskiftet genomfördes år 1866, tillföll Antskog – tillsammans med Fiskars, Kärkelä och Orijärvi – Julins äldste son Emil Lindsay von Julin. Vid denna tid hade Antskogs föråldrade kopparbruk, som återuppbyggdes 1802, 18 krossar och sex skakbord. Bruket sysselsatte mellan 8 och 13 arbetare.
Ännu på 1860-talet upplevde kopparproduktionen en kort uppgång, och Antskogs kopparhytta byggdes om åren 1868–69. Den gamla krosshammaren ersattes då med en turbindriven krossmaskin (den så kallade Blakes kross). I den nya hyttan, byggd av trä, fanns 20 krossar och, precis som tidigare, sex skakbord. Trots att anläggningen redan vid invigningen var tekniskt föråldrad, kunde den årligen anrika upp till 20 000 skeppund kopparmalm. Ibland bearbetades även zink- och blymalmer vid Antskog.
Kopparproduktionen i Antskog upphörde år 1880. Redan 1875 hade E. L. von Julin tvingats överlåta sina fabriker till sina borgenärer, men han fick en ledande roll i Fiskars Aktiebolag, som grundades 1883. Ännu i början av 1900-talet stod byggnaden för den nedlagda kopparhyttan kvar.